# 日莱特
日莱特（法語：Gilette，法語發音：[ʒilɛt]）是法国滨海阿尔卑斯省的一个市镇，位于该省中南部，属于尼斯区。

## 地理
日莱特（43°50'58"N, 7°9'49"E）面积10.18 平方千米，位于法国普罗旺斯-阿尔卑斯-蓝色海岸大区滨海阿尔卑斯省，该省份为法国东南部沿海省份，南濒地中海，西南至瓦尔省，西北接上普罗旺斯阿尔卑斯省，北部和东部与意大利接壤。
与日莱特接壤的市镇（或旧市镇、城区）包括：邦松、布永、勒布罗克、莱费尔、瓦尔河畔拉罗凯特、圣马丹迪瓦尔、图东、图雷特迪沙托。

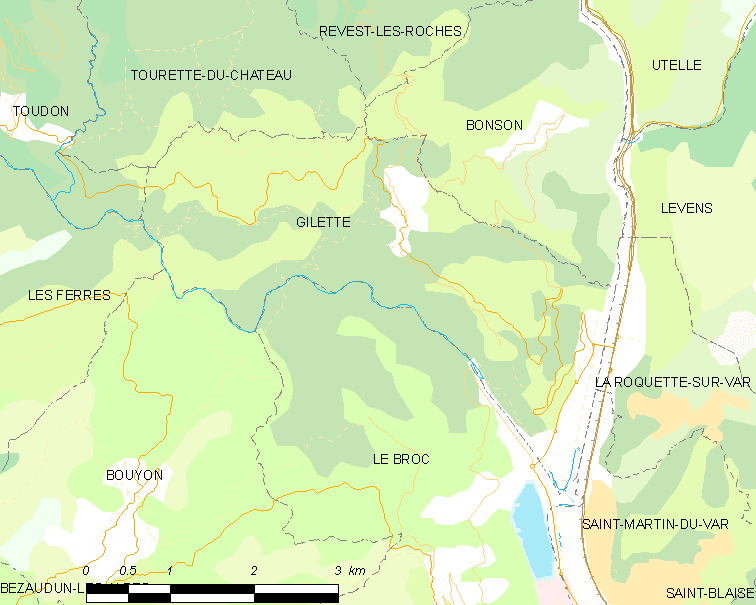
日莱特的OSM定位图

日莱特的时区为UTC+01:00、UTC+02:00（夏令时）。

## 行政
日莱特的邮政编码为06830，INSEE市镇编码为06066。

## 政治
日莱特所属的省级选区为旺斯县。

## 人口

1962-2008年间日莱特人口变化图示

日莱特于2022年1月1日时的人口数量为1617人。